# Camilla Adão
Camilla Barreto Adão (Rio de Janeiro, 20 de junho de 1984) é  uma voleibolista indoor brasileira que atuando como levantadora serviu a Seleção Brasileira nas categorias de base, sendo medalhista de ouro no Campeonato Mundial Juvenil na Tailândia em 2003. Esteve na Seleção Brasileira adulta quando foi semifinalista nos Jogos Pan-Americanos de 2003, na República Dominicana, e também em 2011, quando foi medalhista de ouro nos Jogos Mundiais Militares, sediados no Brasil. Em clubes foi bronze, prata e bicampeã do extinto torneio internacional Salonpas Cup nos anos de 2002, 2005, 2006 e 2007, respectivamente, e bicampeã do Torneio Internacional Top Volley nos anos de 2006 e 2009.

## Carreira
Filha do ex-futebolista Cláudio Adão e irmã do futebolista Felipe Adão, com  12 anos praticava a modalidade na escolinha de vôlei do Marina Barra Clube e em seguida  ingressou na categoria mirim do  Flamengo e em 1998 conquistou o bronze no Campeonato Carioca na categoria mirim.
Em 1999 conquistou o título carioca tanto na categoria infantil quanto na infanto-juvenil, e neste mesmo ano representou a Seleção Carioca no Campeonato Brasileiro de Seleções na categoria infanto-juvenil na primeira divisão, sediado em  Macaíba-RN quando sagrou-se vice-campeã da edição.Jogando pelo Flamengo conquistou o bicampeonato carioca na categoria infanto-juvenil em 2000 e neste mesmo ano obteve pela primeira vez campeã carioca também na categoria juvenil. Ainda em 2000 foi convocada para Seleção Brasileira para representá-la no Campeonato Sul-Americano Infanto-juvenil em Valencia-Venezuela quando conquistou o título.
Transferiu-se para o Vasco da Gama, com o qual disputou sua primeira Superliga Brasileira A na jornada esportiva 2000-01, conquistando o vice-campeonato. E nesse período esportivo tentou a carreira no vôlei de praia. Chegando a conquistar a prata na  etapa do Campeonato Italiano de vôlei de praia quando formava dupla com Maria Clara Salgado e foi a jogadora mais jovem a subir num pódio no referido campeonato.
Em 2001 atuou pelo Fluminense e sagrou-se tricampeã carioca na categoria Infanto-juvenil e representou a Seleção Carioca  na mesma categoria no Campeonato Brasileiro de Seleções disputado em  Betim-MG e foi vice-campeã da edição.No ano seguinte representou a Seleção Carioca na categoria juvenil conquistando o vice-campeonato brasileiro da categoria sediado em  Nova Lima-MG.
Defendeu na jornada 2002-03 o Rexona, extinto clube paranaense de voleibol, pelo mesmo disputou a Superliga Brasileira A referente à jornada citada, avançando as semifinais por este clube e finalizando na quarta posição e conquistou o bronze no extinto Torneio Internacional Salonpas Cup de 2002 disputado em Fortaleza, este com sede em três capitais brasileira João Pessoa, Recife e Natal.Em 2003 com o fim dos trabalhos deste clube no Estado do Paraná,  ainda contando com apoio do mesmo patrocinador passou a ter como sede o  Rio de Janeiro , surgindo uma nova força do voleibol feminino, ou seja, o Rexona/Ades, tal  projeto encabeçado pelo  técnico Bernardo Rezende  e Camila permaneceu nesta transição, disputando as competições do período 2003-04, conquistando o título do campeonato carioca de 2003 e o bronze na Superliga Brasileira A deste período.
Em 2003 foi convocada pelo técnico Waldson Lima para Seleção Brasileira, categoria de base,  para o Campeonato Mundial Juvenil e esteve no grupo brasileiro que disputou o referido mundial, vestindo a camisa#3, este  realizado em Suphan Buri (província)-Tailândia conquistando a medalha de ouro e mesmo não sendo titular figurou entre as atletas com melhores desempenhos: décima segunda melhor levantadora,  quadragésima quinta colocação entre as atletas com melhor saque,sexagésima oitava maior pontuadora,  septuagésima colocada entre as melhores defensoras.
Ainda em 2003 foi convocada para Seleção Brasileira de Novas (Seleção B) para disputar a edição dos Jogos Pan-Americanos de Santo Domingo-República Dominicana,  na qual avançou as semifinais, mas o selecionado foi eliminado pelas anfitriãs e na disputa pelo bronze nova derrota, encerrando na quarta colocação.Neste mesmo ano conquistou o título do Campeonato Carioca defendendo o Rexona/Ades  e alcançou na temporada 2003-04 a conquista do bronze da Superliga Brasileira A correspondente
O clube Brasil Telecom/DF a contratada para as disputas de 2004-05, conquistando por este o bronze no Campeonato Carioca de 2004 e  encerrou na sexta posição na Superliga Brasileira A correspondente.Retornou ao Rexona/Ades na temporada 2005-06 conquistando o título do Campeonato Carioca de 2005, vice-campeã do Salonpas Cup 2005 sediado em São Paulo e conquistou o título da Superliga Brasileira A 2005-06 e renovou  com o mesmo por mais uma jornada, conquistando o ouro no Campeonato Carioca em 2006 e ainda obteve o ouro no extinto Salonpas Cup de 2006 em São Paulo   e disputou o Torneio Internacional Top Volley  de 2006 conquistando a medalha de ouro na Basileia-Suíça  além do bicampeonato consecutivo da Superliga Brasileira A  referente a temporada 2006-07 .
Em sua terceira temporada consecutiva pela equipe do Rexona/Ades, atuou na temporada 2007-08, obtendo seu tetracampeonato carioca em 2007 , ouro no extinto Salonpas Cup no mesmo ano, este sediado em São Paulo e também o título da Copa Brasil de 2007 e sagrou-se tricampeã na Superliga Brasileira A correspondente.
Contratada para as competições de 2008-09 pelo Brasil Telecom/Brusque foi campeã catarinense em 2008 e por este disputou a  Superliga Brasileira A 2008-09 encerrando nesta temporada no quarto lugar.
Defendeu na temporada  2009-10 o Rexona/Ades  que a partir de 2009 passou utilizar a alcunha Unilever/RJ,  e por este disputou o Campeonato Sul-Americano de Clubes de 2009 conquistando a medalha de prata, além disso, foi bicampeã do Top Volley em 2009 na Suíça, mesmo ano que mais uma vez obteve o título do Campeonato Carioca e conquistou o vice-campeonato da correspondente Superliga Brasileira A.
Em 2010 transfere-se para o Macaé Sports competindo na jornada esportiva 2010-11 foi vice-campeã carioca em 2010 e disputou a Superliga Brasileira A correspondente a jornada esportiva avançado por este  clube as quartas de final e encerrou na sexta posição.
Em 2011 é convocada para compor a Seleção Brasileira de Novas em preparação para os Jogos Mundiais Militares de 2011 sediados no Rio de Janeiro e conquistou o ouro nesta edição.Atuou pelo Pinheiros/Mackenzieno período esportivo 2011-12 e encerrou na nona colocação na Superliga Brasileira A correspondente.
No período esportivo  2012-13 defendeu as cores do Banana Boat/Praia Clube  disputou a Superliga Brasileira A 2012-13 e encerrou na quinta posição nesta competição.
Paralelamente ao vôlei, Camila tem outra paixão o mundo “fashion” e criou um blog com muitos seguidores voltados a beleza negra  chamado de “Just found” e está cursando Jornalismo.Na temporada 2013-14 assinou contrato com o Brasília Vôlei e disputou a referente Superliga Brasileira A encerrando na oitava posição e nesta temporada rompeu o ligamento cruzado do joelho direito, desfalcando o clube na reta final.
Na jornada 2014-15 foi contratada pelo Vôlei Bauru, encerrou na sexta posição no Campeonato Paulista de 2014.Na temporada seguinte renovou com o mesmo clube para temporada 2015-16 e conquistou o título da Superliga Brasileira B de 2015 qualificandoo clube para Supérliga Brasileira A 2015-16.E alcançou o bronze no Campeonato Paulista de 2015 e apos encerrar na décima posição na Superliga Brasileira A 2015-16, edição que estreou na elite nacional, ela foi dispensada pelo clube com mais 14 jogadoras.

## Títulos e resultados
- Jogos Pan-Americanos: 2003 (Santo Domingo,  República Dominicana)[17]
- Copa Brasil:2007[24]
- Superliga Brasileira A:2005-06[7],2006-07[7] e 2007-08[7]
- Superliga Brasileira A:2000-01[4][7] e 2009-10[31]
- Superliga Brasileira A:2003-04[7]
- Superliga Brasileira A:2002-03[7] e 2008-09
- Superliga Brasileira B:2015 [47]
- Campeonato Paulista:2015[48]
- Campeonato Catarinense:2008[27]
- Campeonato Carioca:2003[4],2005[4], 2006[4], 2007[4] e 2009[30]
- Campeonato Carioca:2010[33]
- Campeonato Carioca:2004 [4]
- Campeonato Brasileiro de Seleções Infanto-Juvenil:2001 [4]
- Campeonato Brasileiro de Seleções Infanto-Juvenil(1ª divisão):1999 [4]
- Campeonato Carioca Juvenil:2000[4]
- Campeonato Carioca Infanto-juvenil:1999[4], 2000[4] e 2001[4]
- Campeonato Carioca Infantil:1999[4]
- Campeonato Carioca Mirim:1998[4]

## Premiações Individuais
- 12ª Melhor Levantadora do Campeonato Mundial Juvenil de 2003[13]